# Asiana Airlines
Asiana Airlines (Hangul: 아시아나항공) là một trong hai hãng hàng không lớn của Hàn Quốc. Hãng này nhỏ hơn và trẻ hơn hãng Korean Air. Hãng này có trụ sở và trung tâm tại Sân bay Quốc tế Incheon và trung tâm nội địa tại Sân bay quốc tế Gimpo.

## Lịch sử
Hãng được thành lập ngày 17/2/1988 và bắt đầu hoạt động tháng 12/1988 với các chuyến bay đi Busan. Hãng này được thành lập bởi KumhoAsiana Group (trước đây là Kumho Group) như một phần của chính sách của chính phủ tạo hãng hàng không quốc gia thứ hai. Chính phủ Hàn Quốc đã chấp thuận cho sở hữu nước ngoài trong hãng này từ 20% lên 50%. Hiện nay, hãng này có 30,53 sở hữu của các nhà đầu tư tư nhân, Kumho Industrial (29.51%), Kumho Petrochemical (15.05%), các nhà đầu tư nước ngoài (11.9%), Korea Development Bank (7.18%), khác (5.83%) và sử dụng 6.411 nhân công (tháng Giêng năm 2005).

## Dịch bệnh CoVid-19
Asiana Airlines tuyên bố tạm dừng tuyến bay Daegu - Jeju đến hết ngày 9/3. Đây cũng là tuyến nội địa duy nhất của hãng kết nối với thành phố Daegu, tâm chấn dịch virus corona chủng mới ở Hàn Quốc.
Trước đó, Asiana đã tạm dừng hoặc hạn chế một số chuyến bay trên các tuyến đường tầm trung và dài do nhu cầu bay sụt giảm nghiêm trọng vì dịch bệnh diễn biến phức tạp. Hầu hết chuyến bay đến và đi từ Trung Quốc đã ngừng từ đầu tháng 2.
Tuần trước, 10.500 nhân viên của Asiana Airlines bắt đầu thay phiên nhau nghỉ 10 ngày không lương. Đây là một trong những biện pháp cắt giảm chi phí khi các hãng hàng không Hàn Quốc lao đao vì dịch Covid-19.

## Điểm đến

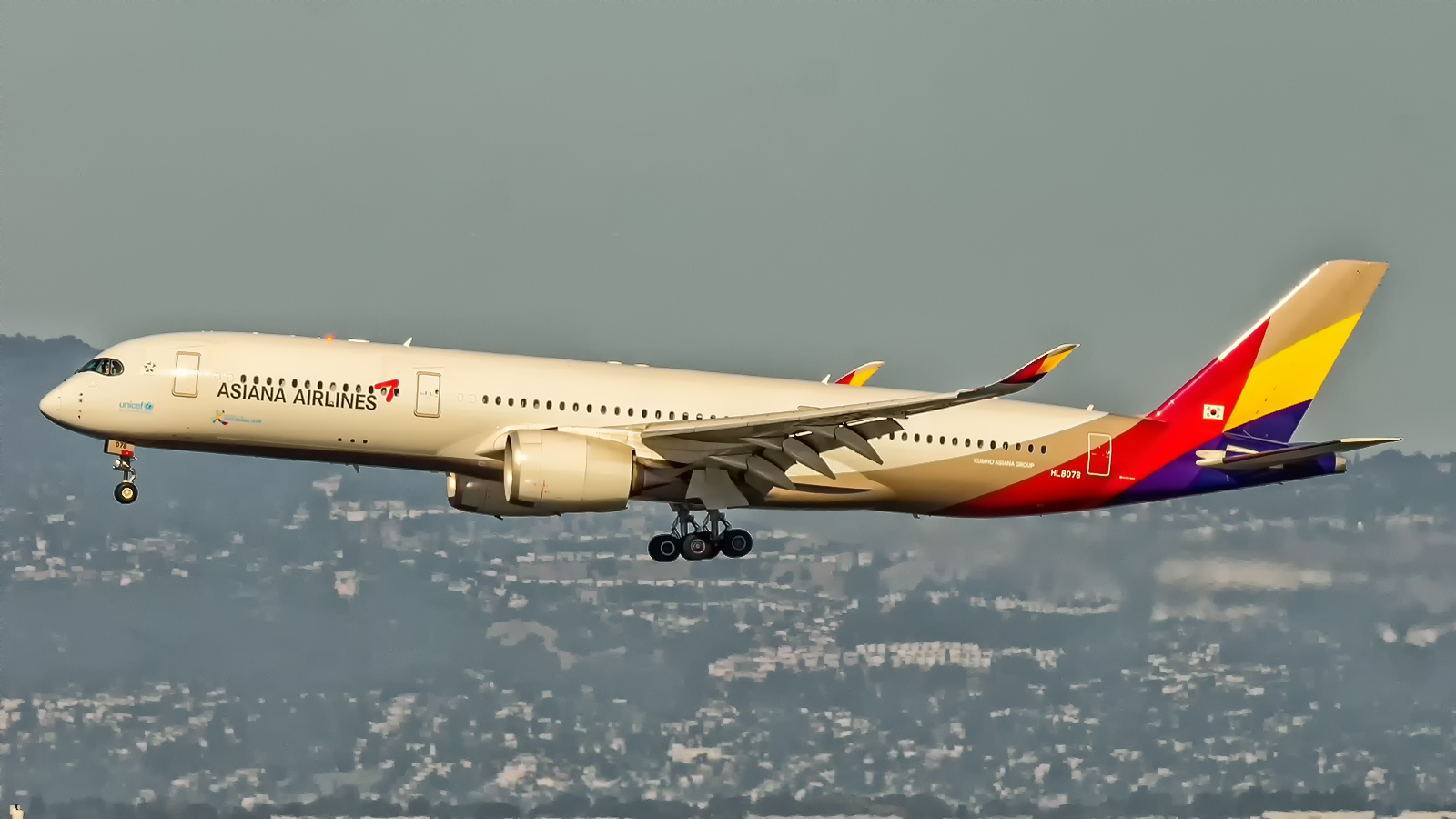
Airbus A350-900

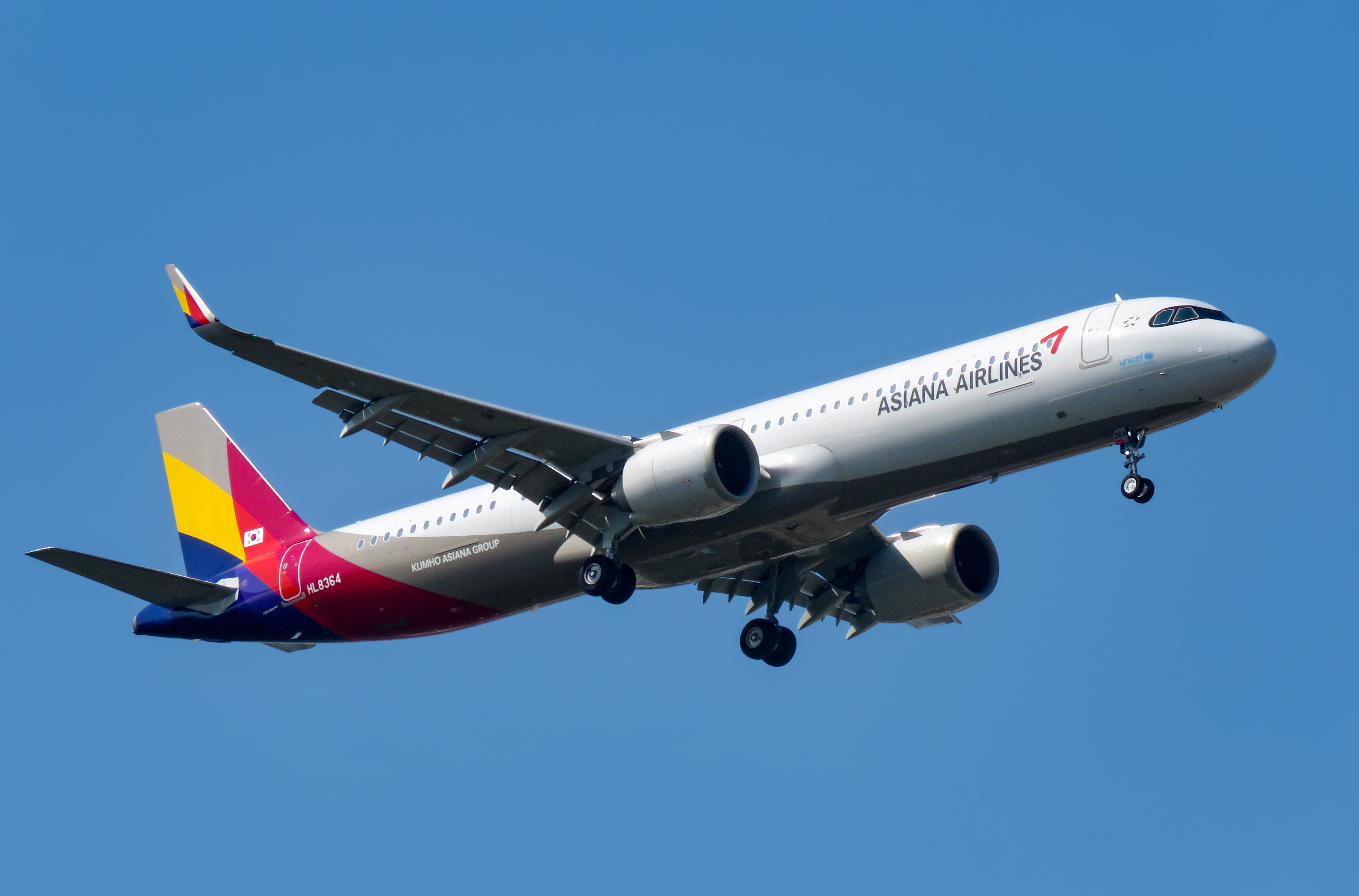
Airbus A321neo ACF

### châu Á

#### Trung Á
- Kazakhstan
  - Almaty (Sân bay quốc tế Almaty)
- Uzbekistan
  - Tashkent (Sân bay quốc tế Tashkent)

#### Đông Á
- Trung Quốc
  - Bắc Kinh (Sân bay quốc tế Thủ Đô Bắc Kinh)
  - Trường Xuân (Sân bay quốc tế Long Gia Trường Xuân)
  - Trường Sa, Hồ Nam (Sân bay quốc tế Hoàng Hoa Trường Sa)
  - Thành Đô (Sân bay quốc tế Song Lưu Thành Đô)
  - Trùng Khánh (Sân bay quốc tế Giang Bắc Trùng Khánh)
  - Đại Liên (Sân bay quốc tế Chu Thủy Tử Đại Liên)
  - Quảng Châu (Sân bay quốc tế Bạch Vân Quảng Châu)
  - Quế Lâm (Sân bay quốc tế Lưỡng Giang Quế Lâm)
  - Hải Khẩu (Sân bay quốc tế Mỹ Lan Hải Khẩu)
  - Hàng Châu (Sân bay quốc tế Tiêu Sơn Hàng Châu)
  - Cáp Nhĩ Tân (Sân bay quốc tế Thái Bình Cáp Nhĩ Tân)
  - Hồng Kông (Sân bay quốc tế Hong Kong)
  - Hắc Long Giang (Sân bay Hải Lãng Mẫu Đơn Giang)
  - Nam Ninh (Sân bay quốc tế Nanjing Lukou)
  - Thanh Đảo (Sân bay quốc tế Qingdao Liuting)
  - Thượng Hải
    - (Sân bay quốc tế Hồng Kiều Thượng Hải)
    - (Sân bay quốc tế Phố Đông Thượng Hải)

  - Thẩm Dương (Sân bay quốc tế Shenyang Taoxian)
  - Thâm Quyến (Sân bay quốc tế Bảo An Thâm Quyến)
  - Thiên Tân (Sân bay quốc tế Tân Hải Thiên Tân)
  - Uy Hải (Sân bay Uy Hải)
  - Tây An (Sân bay quốc tế Hàm Dương Tây An)
  - Diên Cát (Sân bay quốc tế Yanji)
  - Yên Đài (Sân bay quốc tế Lai Sơn Yên Đài)
- Đài Loan
  - Đài Bắc (Sân bay quốc tế Đào Viên Đài Loan)
- Nhật Bản
  - Asahikawa (Sân bay Asahikawa)
  - Fukuoka (Sân bay Fukuoka)
  - Fukushima (Sân bay Fukushima)
  - Hiroshima (Sân bay Hiroshima)
  - Kumamoto (Sân bay Kumamoto)
  - Matsuyama (Sân bay Matsuyama)
  - Miyazaki (Sân bay Miyazaki)
  - Nagoya (Sân bay quốc tế Chubu)
  - Okinawa (Sân bay Naha)
  - Osaka (Sân bay quốc tế Kansai)
  - Sendai (Sân bay Sendai)
  - Takamatsu (Sân bay Takamatsu)
  - Tokyo
    - (Sân bay quốc tế Tokyo) (Haneda)
    - (Sân bay quốc tế Narita)

  - Toyama (Sân bay Toyama)
  - Yonago (Sân bay Miho-Yonago)
- Hàn Quốc
  - Busan (Sân bay quốc tế Gimhae) Điểm đến quan trọng
  - Cheongju (Sân bay Cheongju)
  - Daegu (Sân bay Daegu)
  - Gwangju (Sân bay Gwangju)
  - Jeju (Sân bay quốc tế Jeju) Điểm đến quan trọng
  - Jinju (Sân bay quốc tế Sacheon)
  - Muan (Sân bay quốc tế Muan)
  - Pohang (Sân bay Pohang)
  - Seoul
    - (Sân bay quốc tế Gimpo) Trạm trung chuyển chính (nội địa)
    - (Sân bay quốc tế Incheon) Trạm trung chuyển chính (quốc tế)

  - Ulsan (Sân bay Ulsan)
  - Yeosu (Sân bay Yeosu)

#### Bắc Á
- Nga
  - Khabarovsk (Sân bay quốc tế Khabarovsk Novy)
  - Yuzhno-Sakhalinsk (Sân bay quốc tế Yuzhno-Sakhalinsk)

#### Nam Á
- Ấn Độ
  - Delhi (Sân bay quốc tế Indira Gandhi)

#### Đông Nam Á
- Campuchia
  - Phnom Penh (Sân bay quốc tế Phnom Penh)
  - Siem Reap (Sân bay quốc tế Angkor)
- Malaysia
  - Kota Kinabalu (Sân bay quốc tế Kota Kinabalu)
  - Penang (Sân bay quốc tế Penang) Hàng hóa
- Philippines
  - Cebu (Sân bay quốc tế Mactan-Cebu)
  - Manila
    - (Sân bay quốc tế Diosdado Macapagal)
    - (Sân bay quốc tế Ninoy Aquino)
- Singapore
  - Singapore (Sân bay quốc tế Changi Singapore)
- Thái Lan
  - Bangkok (Sân bay quốc tế Suvarnabhumi)
  - Phukhet
  - Chiang Mai
- Việt Nam
  - Đà Nẵng (Sân bay quốc tế Đà Nẵng)
  - Hà Nội (Sân bay quốc tế Nội Bài)
  - Thành phố Hồ Chí Minh (Sân bay quốc tế Tân Sơn Nhất)
  - Nha Trang (Sân bay quốc tế Cam Ranh)
  - Phú Quốc (Sân bay quốc tế Phú Quốc)

### châu Âu
- Áo
  - Viên (Sân bay quốc tế Viên) Hàng hóa
- Bỉ
  - Brussels (Sân bay quốc tế Brussels) Hàng hóa
- Pháp
  - Paris (Sân bay quốc tế Charles de Gaulle)
- Đức
  - Frankfurt (Sân bay quốc tế Frankfurt)
- Hà Lan
  - Amsterdam (Sân bay quốc tế Schiphol) Hàng hóa
- Thổ Nhĩ Kỳ
  - Istanbul (Sân bay quốc tế Atatürk) (khôi phục vào năm 2009)
- Anh
  - London
    - (Sân bay London Heathrow)
    - (Sân bay quốc tế London Stansted) Hàng hóa

### Bắc Mỹ
- Canada
  - Calgary (Sân bay quốc tế Calgary) Hàng hóa
- Mỹ
  - Anchorage (Sân bay quốc tế Ted Stevens) Hàng hóa
  - Boston (Sân bay quốc tế Logan) Hàng hóa
  - Chicago (Sân bay quốc tế O'Hare)
  - Los Angeles (Sân bay quốc tế Los Angeles)
  - New York (Sân bay quốc tế John F. Kennedy)
  - San Francisco (Sân bay quốc tế San Francisco)
  - Seattle (Sân bay quốc tế Seattle-Tacoma)

### châu Đại Dương
- Úc
  - Sydney (Sân bay quốc tế Kingsford Smith)
- Quần đảo Bắc Mariana (Mỹ)
  - Saipan (Sân bay quốc tế Saipan)

#### Các điểm đến trước đây
- Châu Á: Andong/Yecheon, Jakarta, Kuala Lumpur hàng hóa, Mokpo.
- Bắc Mỹ: Honolulu.
- Châu Úc: Auckland, Cairns, Guam.

## Các hãng ký hợp đồng chia chỗ (Code Sharing)
Các hãng codeshare với Asiana Airlines:
- Air Astana
- Air Busan
- Air Canada
- Air China
- Air India
- Air Macau
- Air New Zealand
- Air Seoul
- All Nippon Airways
- Austrian Airlines
- Brussels Airlines
- China Eastern Airlines
- China Southern Airlines
- LOT Polish Airlines
- Qantas
- Qatar Airways
- Singapore Airlines
- South African Airways
- S7 Airlines(Siberia)
- Thai Airways International
- Turkish Airlines
- United Airlines
- US Airways

## Đội bay
Đội bay của Hãng Hàng Không Asiana bao gồm các máy bay sau (từ tháng 3 năm 2024):
| Máy bay                       | Đang hoạt động | Đặt hàng | Hành khách | Hành khách | Hành khách | Hành khách | Hành khách | Ghi chú                              |
| Máy bay                       | Đang hoạt động | Đặt hàng | F          | B          | P          | E          | Tổng       | Ghi chú                              |
| ----------------------------- | -------------- | -------- | ---------- | ---------- | ---------- | ---------- | ---------- | ------------------------------------ |
| Airbus A320-200               | 1              | —        | —          | —          | —          | 159        | 159        |                                      |
| Airbus A321-200               | 14             | —        | —          | 12         | —          | 159        | 171        |                                      |
| Airbus A321neo ACF            | 6              | 19       | —          | 8          | —          | 180        | 188        |                                      |
| Airbus A330-300               | 15             | —        | —          | 30         | —          | 260        | 290        |                                      |
| Airbus A330-300               | 15             | —        | —          | 30         | —          | 268        | 298        |                                      |
| Airbus A350-900               | 13             | 8        | —          | 28         | 36         | 247        | 311        | Giao hàng đến năm 2025               |
| Airbus A350-1000              | —              | 9        | TBA        | TBA        | TBA        | TBA        | TBA        | Giao hàng đến năm 2025               |
| Airbus A380                   | 6              | —        | 12         | 66         | —          | 417        | 495        | Dừng khai thác từ năm 2026           |
| Boeing 767-300                | 1              | —        | —          | 15         | —          | 235        | 250        | Dừng khai thác từ năm 2024           |
| Boeing 767-300                | 1              | —        | —          | —          | —          | 290        | 290        | Dừng khai thác từ năm 2024           |
| Boeing 777-200ER              | 9              | —        | —          | 22         | —          | 278        | 300        |                                      |
| Boeing 777-200ER              | 9              | —        | —          | 24         | —          | 277        | 301        |                                      |
| Boeing 777-200ER              | 9              | —        | —          | 24         | —          | 278        | 302        | Một chiếc gặp nạn như chuyến bay 214 |
| Đội bay chở hàng Asiana Cargo |                |          |            |            |            |            |            |                                      |
| Boeing 747-400BDSF            | 6              | —        | Cargo      | Cargo      | Cargo      | Cargo      | Cargo      | Chuyển đổi từ máy bay chở khách      |
| Boeing 747-400F               | 4              | —        | Cargo      | Cargo      | Cargo      | Cargo      | Cargo      |                                      |
| Boeing 767-300F               | 1              | —        | Cargo      | Cargo      | Cargo      | Cargo      | Cargo      |                                      |
| Tổng cộng                     | 76             | 36       |            |            |            |            |            |                                      |

Độ tuổi trung bình của đội bay là 11.9 năm vào thời điểm tháng 3 năm 2024
.
Các giải thưởng đạt được:
2009, Air Transport World (ATW) trao tặng cho hãng giải thưởng "Airline of the Year" là một trong những giải thưởng danh giá nhất trong ngành hàng không.
2010, hãng được điền tên lên danh hiệu 'Airline of the Year' của Skytrax trong giải thưởng '2010 World Airline Awards'.
2011, Global Traveller trao tặng giải thưởng '2011 Airline of the Year' và là hãng hàng không hàng đầu trong sáu hạng mục khác.
2012, Business Traveller trao tặng giải thưởng '2012 Best Overall Airline in the World'.

## Tai nạn và sự cố
- Tháng 7 năm 2013, chuyến bay 214 bằng máy bay Boeing 777 từ Seoul đã rơi khi hạ cánh ở sân bay quốc tế San Francisco.